# Paimbœuf
Paimbœuf ([pɛ̃.bœf]) est une commune de l'Ouest de la France, située dans le département de la Loire-Atlantique, en région Pays de la Loire.
Les habitants de la commune s'appellent les Paimblotins et les Paimblotines.
Paimbœuf comptait 3 254 habitants au dernier recensement de 2014.
Paimbœuf est la ville marraine du Cormoran, patrouilleur de service public de la Force d'action navale, depuis le 14 juin 1997.

## Géographie
Paimbœuf est située sur la rive sud de l'estuaire de la Loire, à 45 km à l'ouest de Nantes et 25 km à l'est de Saint-Nazaire.
Les communes limitrophes sont Corsept, Saint-Père-en-Retz et Saint-Viaud.
Par sa superficie, la commune est la deuxième plus petite de la Loire-Atlantique.
| Estuaire de la Loire | Estuaire de la Loire | Estuaire de la Loire |
| Corsept              | Paimbœuf             | Saint-Viaud          |
|                      | Saint-Père-en-Retz   |                      |

### Climat
Pour des articles plus généraux, voir Climat des Pays de la Loire et Climat de la Loire-Atlantique.
En 2010, le climat de la commune est de type climat méditerranéen altéré, selon une étude du CNRS s'appuyant sur une série de données couvrant la période 1971-2000. En 2020, Météo-France publie une typologie des climats de la France métropolitaine dans laquelle la commune est exposée à un climat océanique et est dans la région climatique  Bretagne orientale et méridionale, Pays nantais, Vendée, caractérisée par une faible pluviométrie en été et une bonne insolation. 
Pour la période 1971-2000, la température annuelle moyenne est de 12,2 °C, avec une amplitude thermique annuelle de 12,9 °C. Le cumul annuel moyen de précipitations est de 735 mm, avec 11,8 jours de précipitations en janvier et 6 jours en juillet. Pour la période 1991-2020, la température moyenne annuelle observée sur la station météorologique de Météo-France la plus proche, « Saint-Nazaire-Montoir », sur la commune de Montoir-de-Bretagne à 10 km à vol d'oiseau, est de 12,6 °C et le cumul annuel moyen de précipitations est de 792,0 mm,. Pour l'avenir, les paramètres climatiques de la commune estimés pour 2050 selon différents scénarios d'émission de gaz à effet de serre sont consultables sur un site dédié publié par Météo-France en novembre 2022.

## Urbanisme

### Typologie
Au 1er janvier 2024, Paimbœuf est catégorisée bourg rural, selon la nouvelle grille communale de densité à sept niveaux définie par l'Insee en 2022.
Elle appartient à l'unité urbaine de Paimbœuf, une unité urbaine monocommunale constituant une ville isolée,. Par ailleurs la commune fait partie de l'aire d'attraction de Saint-Nazaire, dont elle est une commune de la couronne,. Cette aire, qui regroupe 24 communes, est catégorisée dans les aires de 200 000 à moins de 700 000 habitants,.
La commune, bordée par l'estuaire de la Loire, est également une commune littorale au sens de la loi du 3 janvier 1986, dite loi littoral. Des dispositions spécifiques d’urbanisme s’y appliquent dès lors afin de préserver les espaces naturels, les sites, les paysages et l’équilibre écologique du littoral, tel le principe d'inconstructibilité, en dehors des espaces urbanisés, sur la bande littorale des 100 mètres, ou plus si le plan local d’urbanisme le prévoit.

### Occupation des sols
L'occupation des sols de la commune, telle qu'elle ressort de la base de données européenne d’occupation biophysique des sols Corine Land Cover (CLC), est marquée par l'importance des territoires artificialisés (25,7 % en 2018), en augmentation par rapport à 1990 (22,9 %). La répartition détaillée en 2018 est la suivante : 
eaux maritimes (60 %), zones urbanisées (22 %), zones humides intérieures (8,9 %), zones industrielles ou commerciales et réseaux de communication (3,7 %), milieux à végétation arbustive et/ou herbacée (2,3 %), prairies (1,5 %), zones humides côtières (0,9 %), terres arables (0,8 %). L'évolution de l’occupation des sols de la commune et de ses infrastructures peut être observée sur les différentes représentations cartographiques du territoire : la carte de Cassini (XVIIIe siècle), la carte d'état-major (1820-1866) et les cartes ou photos aériennes de l'IGN pour la période actuelle (1950 à aujourd'hui).

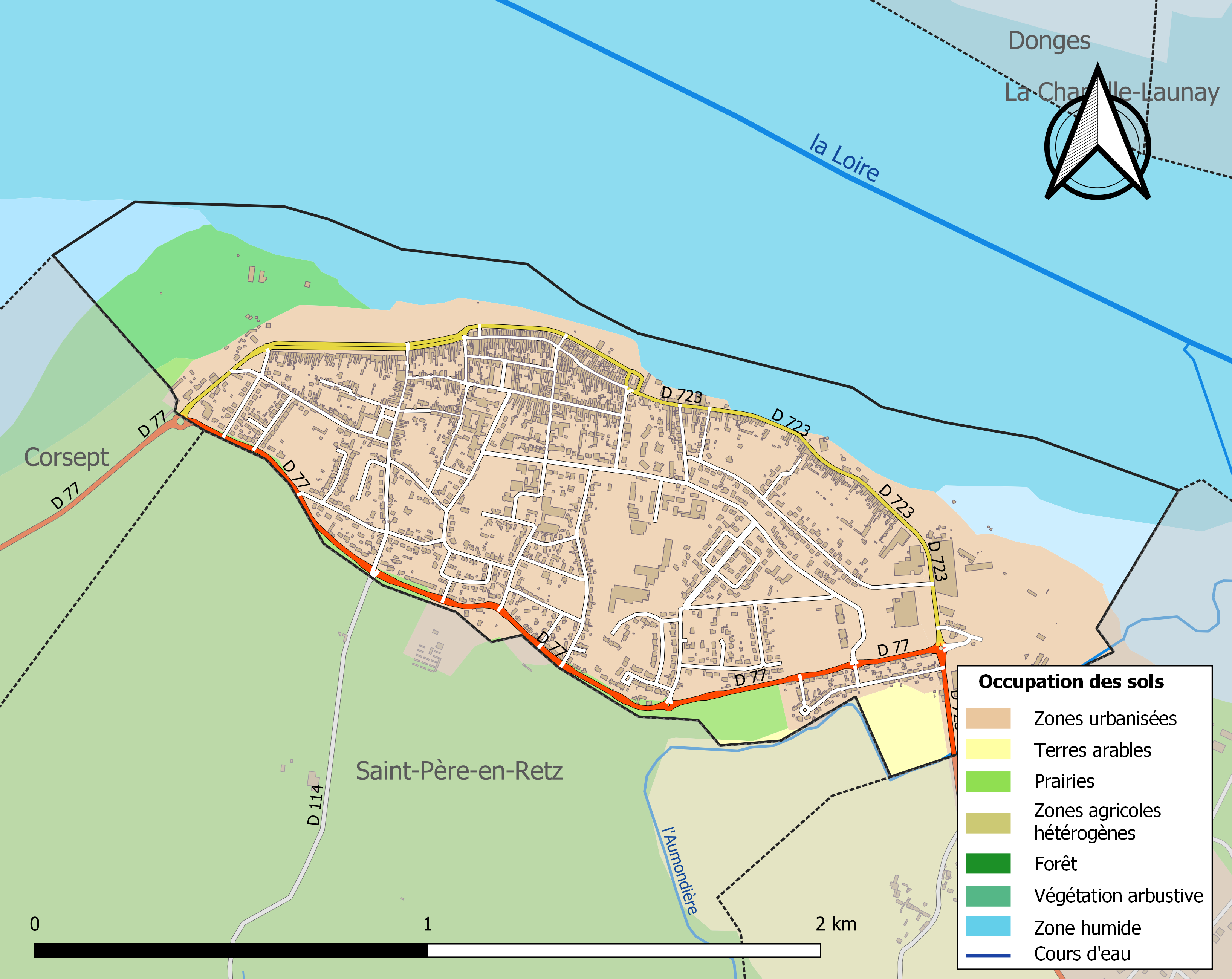
Carte des infrastructures et de l'occupation des sols de la commune en 2018 (CLC).

## Toponymie
Le nom de la localité est attesté sous les formes Penbo, Pencebos et Pencebochi au XIIe siècle, Penboef en 1216.
Paimbœuf pourrait être un toponyme composé de deux termes d’origine bretonne, c'est-à-dire brittonique. La forme la plus ancienne suggère le vieux breton pen bu (« la pointe du bovin »)  ou encore pen buch (« la pointe de la vache »). Le nom actuel résulterait de la traduction en français de l’élément bu, par phénomène d'attraction paronymique. Cette traduction aurait eu lieu dès le XIIIe siècle d’après la forme ancienne Penboef en 1216[réf. incomplète],.
Le fait est que ce toponyme est formé, d'après la forme la plus ancienne, de deux éléments que sont Pen- et -bo. L'élément Pen- représenterait le brittonique pen(no) > vieux breton pen « pointe, tête, extrémité » > breton penn « tête, bout, cap, chef ». On le reconnaît avec davantage de certitude dans Paimpol (Côte-d'Armor, Penpol 1184, Penpul 1198) et Paimpont (Ille-et-Vilaine, Caput Pontis 832 - 850, traduction latine ; Penpont 870). Dans le cas de Paimbœuf, l'existence de formes anciennes divergentes en Pince- et en Pence- affaiblit pourtant cette hypothèse. Cependant Paimbœuf étant effectivement située sur une sorte d'avancée dans l'estuaire de la Loire. La commune de Paimbœuf est selon l'office de la langue bretonne, une des rares villes du sud Loire où la langue bretonne est attestée. 
Albert Dauzat et Charles Rostaing ont considéré avec réserve que l'élément -bœuf, pouvait représenter le vieux saxon both seul capable, selon eux, de rendre compte de l'évolution en *-beuf, tout à fait régulière en langue d’oïl, orthographié ensuite -bœuf d'après l'animal. L'hypothèse saxonne étant confortée par un autre toponyme possiblement saxon selon eux : Carquefou. À l'époque du bas Empire romain, l'embouchure de la Loire fait en effet partie du litus Saxonicum. Pour expliquer la forme bretonne Pembro, ils supposent une attraction du mot breton bro « pays ». Auguste Longnon fait remarquer à propos de Pornic que la forme moderne en -ic « a été très probablement influencée par la colonie saxonne qui se fixa dans ces parages au cours du Ve siècle ». 
Le nom de la commune est prononcé [pɛ̃bø] en gallo. En l'absence d'attestation historique, le gallo étant une langue de tradition orale, des adaptations écrites de cette prononciation ont été formées et proposées au XXIe siècle : Pimbeu selon l'écriture ABCD, Penboe selon l'écriture ELG, Pinbeû selon l'écriture MOGA.
En breton Pembro. La forme bretonne actuelle proposée par l'Office public de la langue bretonne est Pembo.

## Histoire

### Préhistoire
On retrouve des traces préhistoriques à Paimbœuf, notamment par la présence d'un menhir.

### Moyen Âge
En l'an 851, la cité comme le reste du pays de Retz, le Pays nantais et le pays rennais sont définitivement intégrés au royaume de Bretagne, après le traité d'Angers signé entre Charles le Chauve, roi de Francie occidentale, et Erispoé, roi de Bretagne.
Pendant le Moyen Âge, Paimbœuf était un village-îlot de la Loire peuplé par des pêcheurs. "Pimbeuf" est cité comme port au XIVe siècle par Amans-Alexis Monteil dans son "Histoire des Français", livre publié en 1843.

### XVIIeetXVIIIesiècles
En février 1682 le roi Louis XIV érigea en marquisat au profit de René de Bruc, seigneur de Montplaisir, sa terre de La Guerche [en Saint-Brévin] « considérable par sa châtellenie, son étendue, son ancienneté » et dont dépendaient les paroisses de Saint-Brevin, Corsept , Saint-Père, Sainte-Opportune [une ancienne paroisse qui fait désormais partie de Saint-Père-en-Retz], Saint-Michel et Paimbœuf. L'acte d'érection précise : « À laquelle grâce nous ajoutons la permission de faire tenir audience de la jurisdiction de ladite châtellenie de la Guerche dans le bourg ou île de Paimbœuf qui en fait partie, à l'endroit qu'il jugera le plus propre, et qu'au lieu du lundi que ladite audience se tenait à Saint-Père, elle se tienne dorénavant tous les samedis de chaque semaine au bourg de Paimbœuf peuplé du plus grand nombre d'habitants et plus commode pour eux et pour l'abord de tous les vaisseaux qui entrent sans la rivière de la Loire et qui s'y arrêtent ». C'est peu après que le marquis de Bruc de Montplaisir commença à édifier le château de la Verrie (en Saint-Père-en-Retz), mais il mourut peu après.
René de Bruc de Montplaisir, puis son fils Charles-François de Bruc, puis son petit-fils Louis-François de Bruc, eux aussi possesseurs des droits d'entrée en Loire et des droits féodaux du marquisat de la Guerche, contribuèrent à développer le port et la ville de Paimbœuf comme succursale du commerce colonial de Nantes.
À partir du milieu du XVIIe siècle, Paimbœuf devient un des principaux avant-ports du grand port colonial atlantique qu'est alors le port de Nantes. Les navires maritimes de fort tonnage ne pouvant emprunter la Loire jusqu'au fond de l'estuaire, des déchargements-rechargements sont organisés à Paimboeuf avant de gagner Nantes sur des bateaux de plus petites tailles. Le village croît grâce à la prospérité du commerce atlantique (dont le commerce triangulaire : objets européens contre esclaves africains contre sucre américain) et devient peu à peu une ville entièrement tournée vers le commerce maritime.
Des chantiers navals se développent en bord de Loire. La frégate La Méduse a été construite par les ateliers Crucy à Paimbœuf et mise à l'eau le 1er juillet 1810. Géricault a peint le Radeau de la Méduse qui représente les naufragés de la frégate coulée le 2 juillet 1816.
De par son essor rapide autour du port, la ville de Paimbœuf est composée de maisons hautes et étroites serrées les unes sur les autres dans un parcellaire en lanières.
Au cours de la Révolution française, Paimboeuf est l'un des rares bastions républicains de la rive sud de l'estuaire de la Loire. Le 12 mars 1793, les Paimblotins repoussent lors d'une journée de siège, une attaque menée par les Vendéens.

### XIXesiècle
Paimbœuf était l'une des quatre villes principales de la Loire-Inférieure au XIXe siècle et obtient en 1801 le statut de sous-préfecture, après avoir été chef-lieu de district depuis 1790. Sous le second empire, le choix d'aménager le site du  port de Saint-Nazaire sonna le glas de son économie maritime qui petit à petit va décliner. La cité perd même son statut de chef-lieu d'arrondissement en 1926, pour dépendre administrativement de l'arrondissement de Saint-Nazaire.
Cependant, ce déclin n'empêcha pas l'arrivée du train dans la ville en 1875, à la suite de la construction de la Ligne Nantes - Saint-Hilaire-de-Chaléons - Paimbœuf et à l'inauguration de la gare. Mais la ligne fut fermée au trafic voyageur en 1939 d'abord, et au fret en 1998. En 1906, la création de la ligne Pornic - Paimbœuf (voie métrique) desservit aussi les lieux de villégiature de la Côte de Jade, ce service pris également fin en 1939.

### XXesiècle
Du fait de sa présence sur l'estuaire de la Loire et de sa localisation à l'ouest du pays loin de la menace allemande, une usine chimique de production de chlore, acide sulfurique, acide nitrique et dinitrophénol, s'implante à Paimboeuf en 1915, afin de produire des gaz et armes chimiques dans le contexte de la Première Guerre mondiale. La Compagnie Nationale des Matières Colorantes s'implante dans une sucrerie abandonnée. Des soldats mobilisés y travaillent pendant la durée du conflit (à la fin de la guerre, on propose à ceux qui le souhaitent d'y rester travailler). Pour assurer la protection de la navigation maritime, menacée par les sous-marins allemands depuis septembre 1916, et du fait de la présence d'usines de produits chimiques, l'implantation du Centre d'aérostation maritime (CAM) de 25 ha à Paimboeuf est décidée en février 1917 par le chef d'état-major de la Marine. Le Génie français construit une base d'aérostats en un trimestre. Les baraquements sont réalisés en bois. Le site comporte la maison de commandement, le quartier des officiers, celui des soldats, le bureau de paye bureau, une cuisine, cantine, boulangerie, hôpital, annexe clinique pharmacie, prison, magasin, dépôt d'armement entrepôt, caserne pompiers, salle de loisirs, garage local à bombe, usine électrique, usine à gaz, pigeonnier local radio et trois hangars. Le premier hangar est aménagé en avril 1917 et reçoit le ballon dirigeable Capitaine-Caussin le 30 juin 1917. Le CAM de Paimboeuf est cédé à la marine des États-Unis le 1er janvier 1918. Un deuxième hangar est construit en juillet 1918 pour accueillir l'AT-13, I'AT-4, I'AT-1, la VZ-3 et la VZ-7. En Septembre 1918, la construction d'un troisième hangar est entreprise mais n'est pas achevée. Le CAM de Paimboeuf est désarmé à l'été 1919.

En 1924, la Compagnie Nationale des Matières Colorantes fusionne avec les établissements Kuhlmann et l'usine en prend le nom. Pierre Chevry dirige l'établissement pendant la Seconde Guerre mondiale. Au milieu du siècle, l'usine Kuhlman de Paimbœuf  ajoute à sa production celle du plomb pour l'essence, secteur alors en fort développement. En 1950, l'établissement compte 500 salariés, 700 en 1970. L'entreprise organisa des lotissements qui marquent aujourd'hui encore l'urbanisme paimblotin, un stade, une équipe de football, une piste d'athlétisme, des courts de tennis et un club de voile pour les cadres... En 1981, l'usine est vendue au groupe Elf-Aquitaine. Peu à peu les différents services ferment et en 1996 l'usine cesse toute activité.
À la fin de la Seconde Guerre mondiale, à cause de l'existence de la Poche de Saint-Nazaire, l'occupation allemande se prolongea à Paimbœuf comme sur l'ensemble des localités voisines de l'estuaire durant 9 mois de plus (d'août 1944 au 11 mai 1945), la reddition effective de la poche intervenant 3 jours après la capitulation de l'Allemagne.

## Héraldique
| Blason | Blasonnement : D'azur à un navire d'or, voguant sur une mer d'argent. Commentaires : Sous l'Empire, le navire était de gueules habillé d'or et le blason portait le quartier de la ville de troisième classe : un quartier senestre de gueules chargé d'un N d'argent surmonté d'un étoile rayonnantes du même ; ce quartier fut supprimé à la Restauration. Lettre patentes du 5 décembre 1811 (reçues le 18 juin 1812). |

## Population et société

### Démographie
Selon le classement établi par l'Insee, Paimbœuf est une ville isolée multipolarisée. Elle fait partie de la zone d'emploi de Saint-Nazaire et du bassin de vie de Saint-Père-en-Retz. Toujours selon l'Insee, en 2010, la répartition de la population sur le territoire de la commune était considérée comme « peu dense » : 100 % des habitants résidaient dans des zones « peu denses ».

#### Évolution démographique
L'évolution du nombre d'habitants est connue à travers les recensements de la population effectués dans la commune depuis 1793. Pour les communes de moins de 10 000 habitants, une enquête de recensement portant sur toute la population est réalisée tous les cinq ans, les populations de référence des années intermédiaires étant quant à elles estimées par interpolation ou extrapolation. Pour la commune, le premier recensement exhaustif entrant dans le cadre du nouveau dispositif a été réalisé en 2007.

En 2022, la commune comptait 3 030 habitants, en évolution de −3,63 % par rapport à 2016 (Loire-Atlantique : +6,68 %, France hors Mayotte : +2,11 %).
| 1793  | 1800  | 1806  | 1821  | 1831  | 1836  | 1841  | 1846  | 1851  |
| ----- | ----- | ----- | ----- | ----- | ----- | ----- | ----- | ----- |
| 4 509 | 4 220 | 3 440 | 3 376 | 3 648 | 3 872 | 3 900 | 3 878 | 4 231 |

| 1856  | 1861  | 1866  | 1872  | 1876  | 1881  | 1886  | 1891  | 1896  |
| ----- | ----- | ----- | ----- | ----- | ----- | ----- | ----- | ----- |
| 4 356 | 3 509 | 3 194 | 2 849 | 2 612 | 2 664 | 2 399 | 2 180 | 2 134 |

| 1901  | 1906  | 1911  | 1921  | 1926  | 1931  | 1936  | 1946  | 1954  |
| ----- | ----- | ----- | ----- | ----- | ----- | ----- | ----- | ----- |
| 2 196 | 2 380 | 2 314 | 2 454 | 2 624 | 2 518 | 2 340 | 2 567 | 2 929 |

| 1962  | 1968  | 1975  | 1982  | 1990  | 1999  | 2006  | 2007  | 2012  |
| ----- | ----- | ----- | ----- | ----- | ----- | ----- | ----- | ----- |
| 3 580 | 3 802 | 3 565 | 3 321 | 2 842 | 2 762 | 3 054 | 3 093 | 3 228 |

| 2017  | 2022  | - | - | - | - | - | - | - |
| ----- | ----- | - | - | - | - | - | - | - |
| 3 090 | 3 030 | - | - | - | - | - | - | - |

#### Pyramide des âges
La population de la commune est relativement jeune.
En 2018, le taux de personnes d'un âge inférieur à 30 ans s'élève à 33,0 %, soit en dessous de la moyenne départementale (37,3 %). À l'inverse, le taux de personnes d'âge supérieur à 60 ans est de 28,8 % la même année, alors qu'il est de 23,8 % au niveau départemental.
En 2018, la commune comptait 1 489 hommes pour 1 567 femmes, soit un taux de 51,28 % de femmes, légèrement inférieur au taux départemental (51,42 %).
Les pyramides des âges de la commune et du département s'établissent comme suit.
| Hommes | Classe d’âge | Femmes |
| ------ | ------------ | ------ |
| 0,7    | 90 ou +      | 4,4    |
| 7,3    | 75-89 ans    | 12,2   |
| 16,1   | 60-74 ans    | 16,6   |
| 20,7   | 45-59 ans    | 18,0   |
| 19,9   | 30-44 ans    | 18,1   |
| 15,9   | 15-29 ans    | 13,5   |
| 19,3   | 0-14 ans     | 17,3   |

| Hommes | Classe d’âge | Femmes |
| ------ | ------------ | ------ |
| 0,6    | 90 ou +      | 1,8    |
| 6      | 75-89 ans    | 8,6    |
| 15,1   | 60-74 ans    | 16,4   |
| 19,4   | 45-59 ans    | 18,8   |
| 20,1   | 30-44 ans    | 19,3   |
| 19,2   | 15-29 ans    | 17,4   |
| 19,5   | 0-14 ans     | 17,6   |

## Transports
Paimboeuf était desservie par la ligne de chemin de fer de Saint-Hilaire-de-Chaléons à Paimbœuf. Elle n'est plus exploitée depuis 1998.

## Lieux et monuments
- L'église Saint-Louis : édifice néo-byzantin conçu par les architectes Lucien Douillard et Ludovic Douillard pour la reconstruction de l'église originale. Les travaux ont été réalisés de 1877 à 1879, puis de 1895 à 1913. L’église est inscrite au titre des monuments historiques par arrêté du 1er septembre 2006[49].
- Le phare de Paimbœuf : situé dans l'estuaire de la Loire, à plus de 10 km de la côte, il est le seul phare construit dans les terres. Il est en activité depuis 1855, haut de 7,15 m, sa portée est d'environ 20 km.
- Le Jardin Étoilé de Paimbœuf a été réalisé par l'architecte-artiste-paysagiste Kinya Maruyama pour Estuaire 2007, à partir de la constellation de la Grande Ourse et des quatre points cardinaux[50].

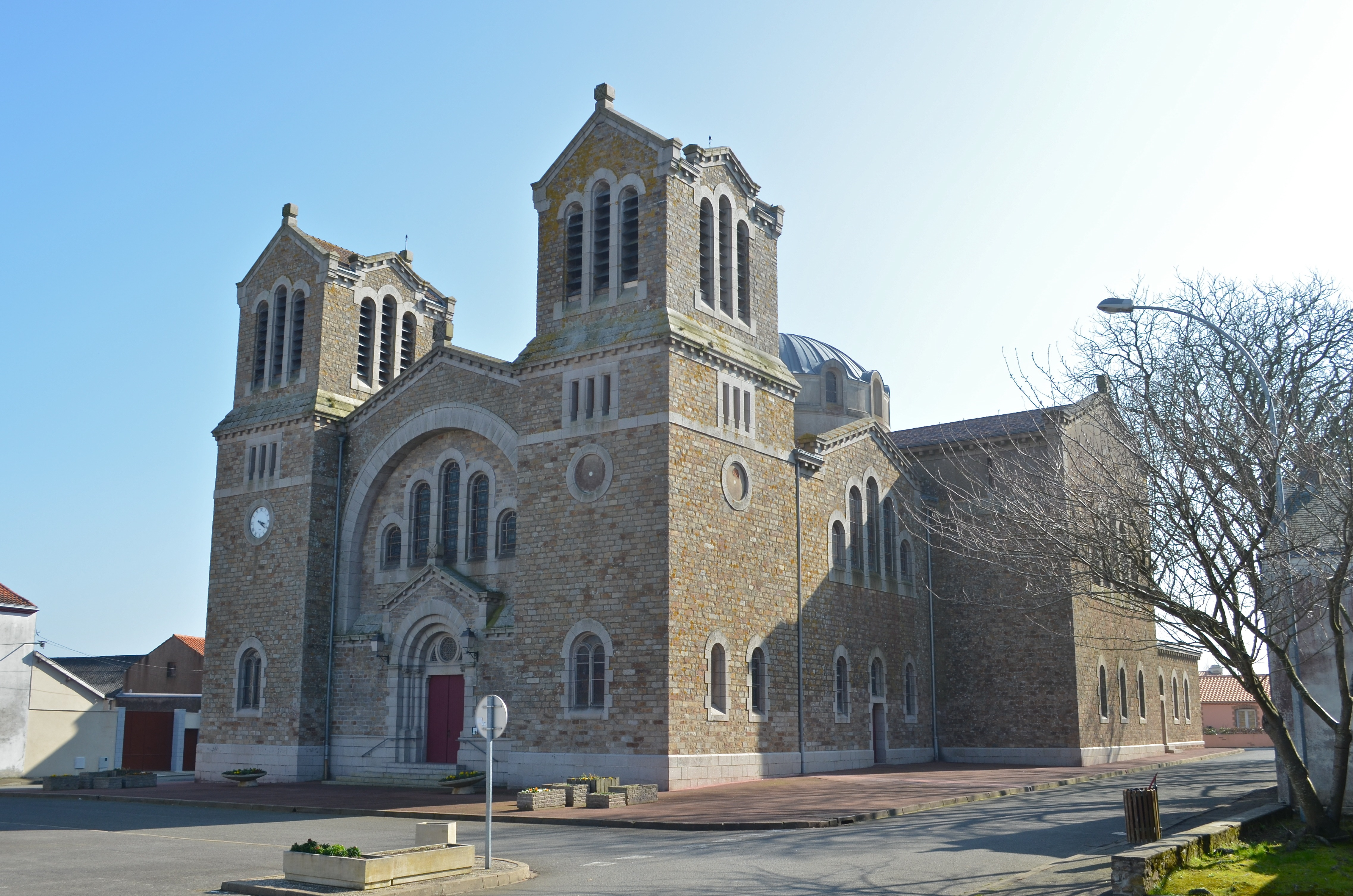
L'église Saint-Louis.
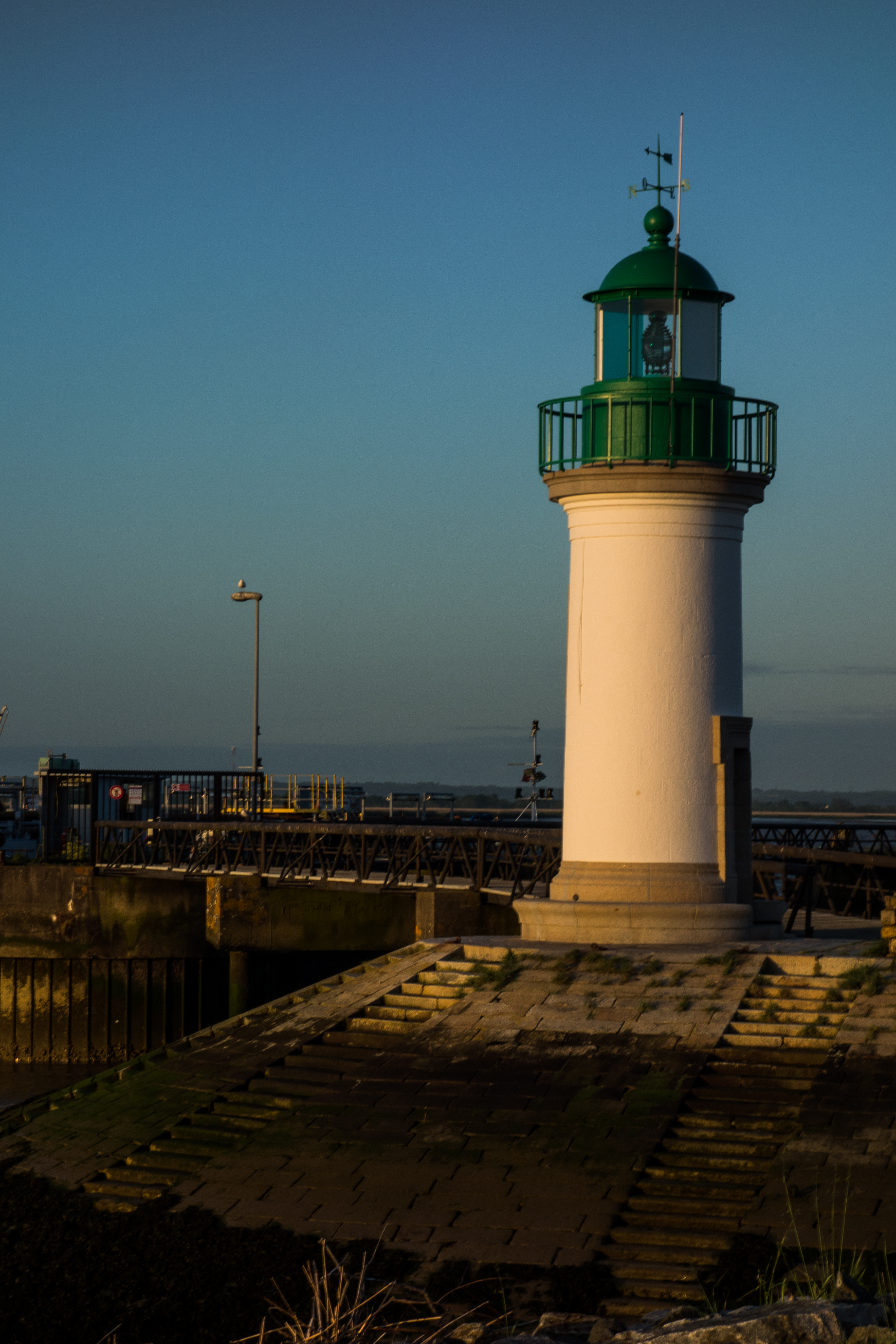
Le phare de Paimbœuf.
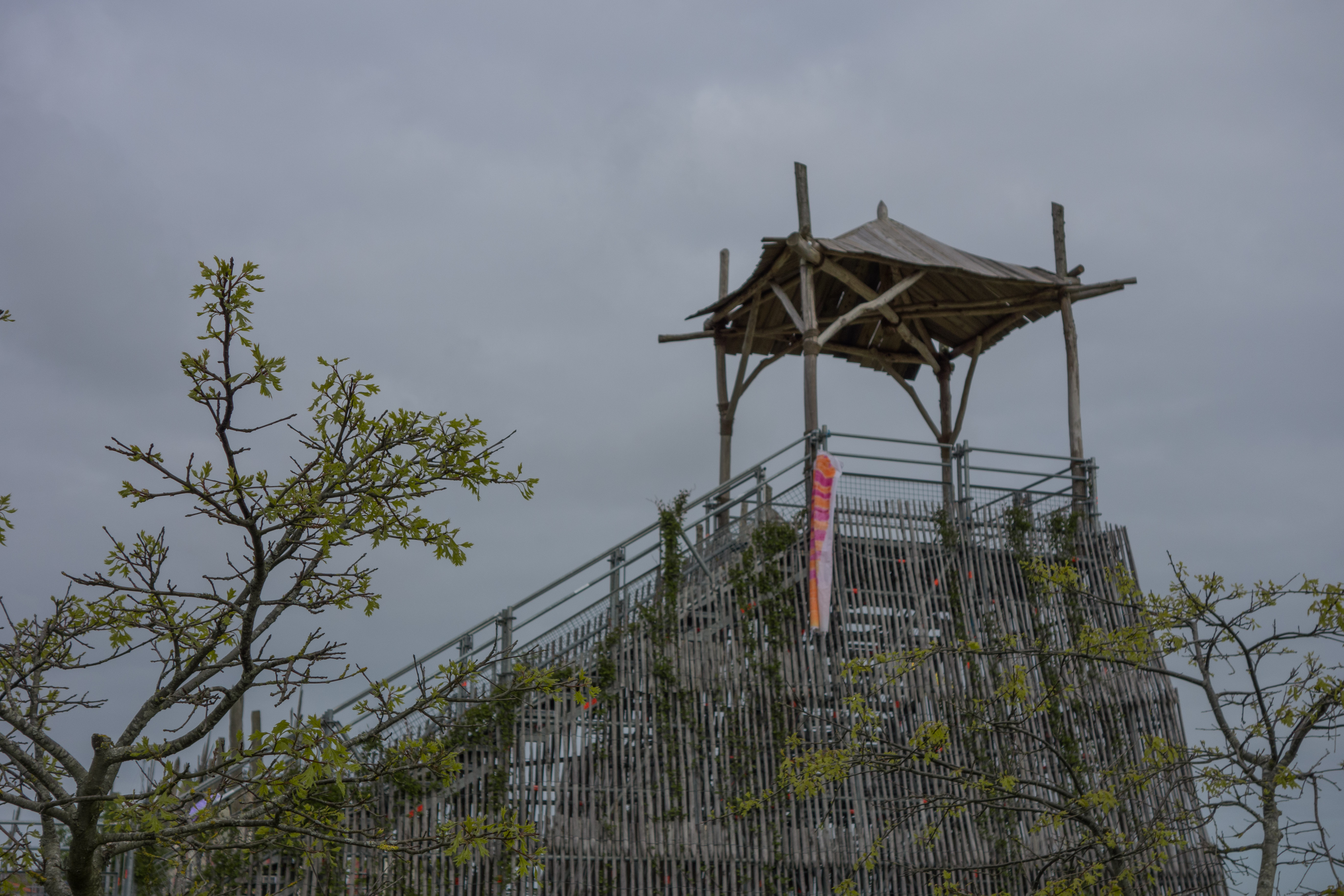
Le Jardin étoilé de Paimbœuf.

## Personnalités liées à la commune
- Pierre Ferdinand Ozenne (1751-1823), homme politique, député de Loir-et-Cher en 1815, pendant les Cent-Jours.
- Pierre-Michel-François Chevalier dit Pitre-Chevalier (1812-1863), né à Paimbœuf, historien, écrivain, rédacteur en chef du Figaro et du Musée des familles.
- Armand Lapointe (1822-1910), auteur dramatique, né à Paimbœuf.
- Paul Perret, romancier, critique et dramaturge, né en 1830 à Paimbœuf et mort en 1904 à Pornic, a collaboré à de nombreuses revues dont la Revue des Deux Mondes, La Revue contemporaine, etc.
- Charles Riou (1840-1927), homme politique né à Paimboeuf, maire de Vannes de 1888 à 1908, sénateur du Morbihan de 1900 à 1920
- Marie Cazin (1844-1924), peintre et sculpteur, née à Paimbœuf.
- Georges Bareau (1866-1931), sculpteur, né à Paimbœuf.
- Octave Béliard (1876-1951), écrivain et médecin, né à Paimbœuf.
- Henry Graux (1888-1979), haut fonctionnaire, né à Paimbœuf.
- Pierre Chevry (1894-1944), directeur de l'usine Kuhlmann de Paimbœuf, résistant, mort pour la France au camp de concentration de Mauthausen.
- Gilles Boeuf, biologiste français, né à Paimboeuf en 1950.
- Élisabeth Delesalle, peintre et lithographe, née à Paimbœuf en 1956.
- Pierre-Louis Basse, journaliste, né à Paimbœuf en 1958.
- Ernest Petit, général de corps d'armée, né à Paimbœuf en 1888 et mort en 1971, a rejoint la France Libre, responsable de Normandie Niemen à Moscou (1941 1945), sénateur de 1945 à 1968.
- Patrick Deville (1957-), écrivain.
- Marielle Macé (1973-), historienne de la littérature et essayiste, née à Paimboeuf.